# Redonne-moi
«Redonne-moi» (с фр. — «Верни мне») — третий сингл Милен Фармер с её шестого студийного альбома Avant que l’ombre…. Релиз сингла состоялся 2 января 2006 года. Композиция была написана Милен в соавторстве с композитором Лораном Бутонна. Также Милен выступала с песней на «Symphonic Show» на канале «France 2» 12 ноября 2005 года

## Клип
Клип на песню был снят Франсуа Хансом, премьера состоялась 11 января 2006 года.

## Виды релизов и треклисты
- CD single — Диджипак — Лимитированное издание (продано 30 000 экз.)[1]

| №  | Название                     | Длительность |
| -- | ---------------------------- | ------------ |
| 1. | «Redonne-moi»                | 4:24         |
| 2. | «Redonne-moi» (instrumental) | 4:24         |

- Цифровая загрузка[2]

| №  | Название                     | Длительность |
| -- | ---------------------------- | ------------ |
| 1. | «Redonne-moi»                | 4:23         |
| 2. | «Redonne-moi» (instrumental) | 4:23         |

- CD single — Promo[3] / CD single — Promo — Лимитированное делюкс издание (издано 200 экз.)[4]

| №  | Название                   | Длительность |
| -- | -------------------------- | ------------ |
| 1. | «Redonne-moi» (Radio edit) | 4:02         |

- DVD — Promo[5]

| №  | Название              | Длительность |
| -- | --------------------- | ------------ |
| 1. | «Redonne-moi» (video) | 4:22         |

## Официальные версии
| Версия                                               | Длительность | Альбом                     | год  |
| ---------------------------------------------------- | ------------ | -------------------------- | ---- |
| Альбомная/Сингл версия                               | 4:22         | Avant que l'ombre...       | 2005 |
| Музыкальное видео                                    | 4:22         | Music Videos IV            | 2005 |
| Радио-версия                                         | 4:02         | —                          | 2005 |
| Инструментальная                                     | 4:24         | —                          | 2005 |
| Живое выступление (записана на концерте в 2006 году) | 5:44         | Avant que l’ombre… à Bercy | 2006 |

## Авторы
Люди, работавшие над записью и оформлением сингла:
- Милен Фармер — слова
- Лоран Бутонна — музыка
- Requiem Publishing — издание/выпуск
- Polydor — звукозаписывающая компания
- Эллен вон Унверт — фото обложки
- Анри Нё — дизайн